# Вах (река)
Вах или Ваг (вост.-хант. Ваӽ, южноселькупск. Ваӄ) — река в центральной части Западно-Сибирской равнины, правый приток Оби.

## Этимология
По оценке Е. М. Поспелова, гидроним соотносят с обско-угорским термином ах/ях/ахт — «река», который в процессе русской адаптации получил приставное в и превратился в Вах.

## Общие сведения
Течёт по восточной части Ханты-Мансийского автономного округа. Длина — 964 км, площадь бассейна — 76 700 км². Истоки на водоразделе бассейна Оби, Енисея и Таза, течёт среди заболоченной тайги. Питание реки снеговое и дождевое. Среднегодовой расход воды в 253 км от устья — 536 м³/с.
Впадает в Обь в 10 км выше Нижневартовска.
В бассейне реки много болот и заторфованных озёр. Около озера Самотлор находится одно из крупнейших в России месторождений нефти.
В 2009—2014 годах через реку Вах был построен автомобильный мост, как часть трассы Северная широтная магистраль (Пермь — Серов — Ханты-Мансийск — Сургут — Нижневартовск — Томск). Движение по мосту открылось досрочно 30 октября 2014 года, а торжественное открытие состоялось 6 ноября 2014 года. Мост связал также близлежащие населённые пункты Стрежевой и Нижневартовск.

## Притоки
(км от устья)
- 6 км: протока Посал (лв)
  - 13 км: Верхний Посал
  - 48 км: Первый Саим
  - 76 км: Мугалинка
- 16 км: Савкинская Речка
- 23 км: Окунёвка
- 47 км: Люкколенёган
- 61 км: Большая Запорная
- 66 км: Малая Запорная
- 82 км: Пылинская
- 91 км: Кога
- 92 км: Сороминская
- 130 км: Кызымъёган
- 138 км: водоток Пасол
- 184 км: Волкоёган
- 195 км: Аригол
- 195 км: Колекъёган
- 199 км: Зимняя Речка
- 222 км: Куръёган
- 266 км: Окурненко
- 274 км: Охтынъёган
- 277 км: протока Ленк-Урий
- 290 км: Рятьканъёган
- 305 км: Ершовая Речка
- 311 км: Кедровая
- 330 км: Лабазъёган
- 335 км: река без названия
- 349 км: протока Човкинский Пасол
  - 28 км: Олгы
- 353 км: река без названия
- 363 км: Коталъёган
- 384 км: Малый Куръёган
- 402 км: Сабун
- 406 км: протока Большой Пасал
- 408 км: протока Варватол
- 415 км: Малый Панас
- 424 км: Большой Панас
- 440 км: протока Новый Вах
  - 10 км: протока Телис-Пасал
  - 10 км: Тыгымсыёган
- 470 км: Мёгтыгъёган
- 496 км: Кулынигол
- 510 км: Нинканъёган
- 514 км: протока Чортова
- 516 км: Ершовая
- 535 км: Вахкотпухилъёган
- 568 км: Комтунъёган
- 613 км: Корлик
- 654 км: Коляльки
- 662 км: Кысъёган
- 668 км: Варенъёган
- 683 км: Полуигол
- 695 км: Комсесъёган
- 702 км: Колывъёган
- 712 км: Малый Игол
- 744 км: Асесъёган
- 779 км: Сацьёган
- 780 км: Сугмутунъёган
- 804 км: Алсусъёган
- 815 км: Тыньяръёган
- 820 км: Сугмутун
- 822 км: Гарельная
- 830 км: Филькина
- 841 км: Тодекокс
- 845 км: Лабазная
- 870 км: Кедровая
- 871 км: Берёзовая
- 876 км: Лебединая
- 882 км: Ельцовая
- 887 км: Тундровая
- 896 км: Проточная
- 905 км: Глубокая
- 918 км: Малый Вах
- 932 км: Левый Вах
- 941 км: Хвойный